# Patricia Conde

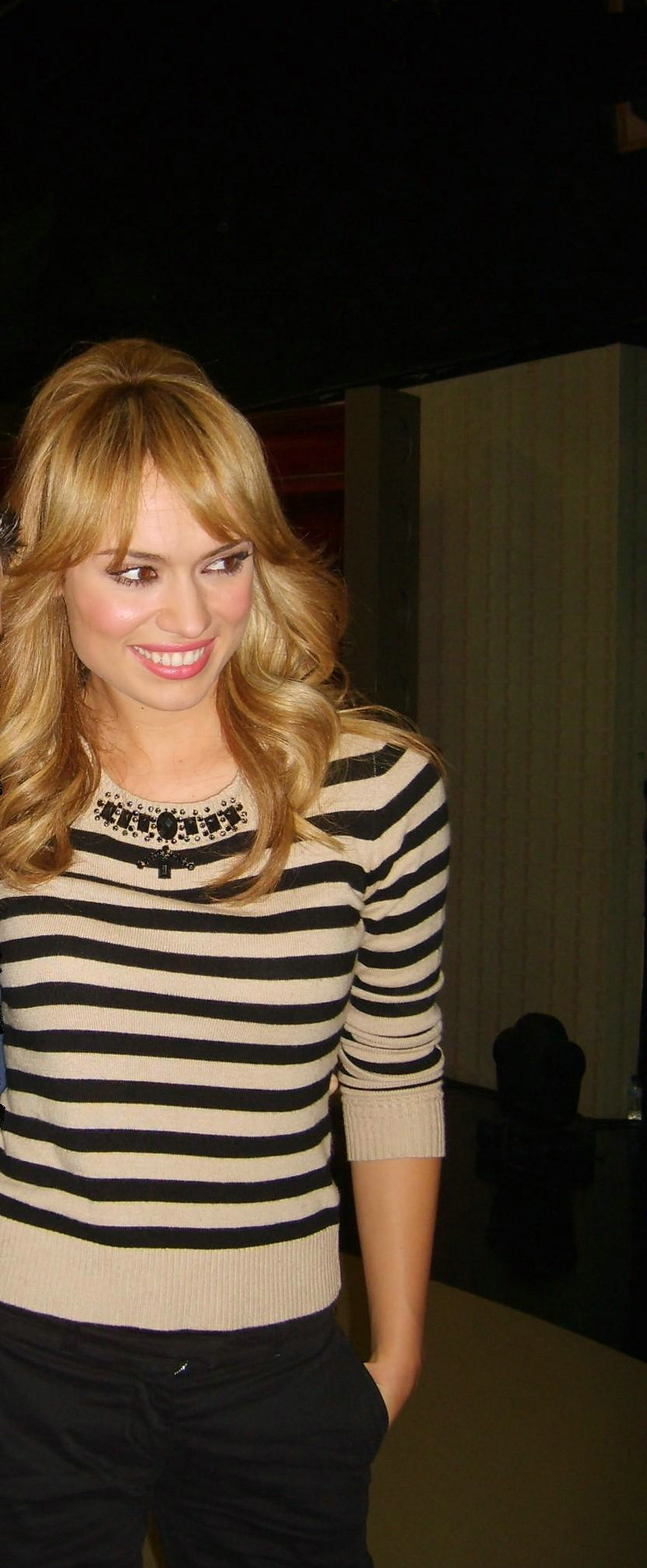
Patricia Conde (2007)

Patricia Conde Galindo (* 5. Oktober 1979 in Valladolid) ist eine spanische Komikerin, Mannequin, Showmasterin und Schauspielerin. 

## Leben
Conde begann im Alter von 14 Jahren eine Karriere als Fotomodell. 1999 hatte sie an der Wahl zur Miss Palencia und Miss Spanien teilgenommen. Nachher arbeitete sie als Reporterin für die Fernsehsendung El informal und diversen anderen Produktionen. Bekannt wurde die Spanierin als Moderatorin der Show Sé lo que hicisteis... auf dem Sender laSexta.

## Fernsehen
- El informal, (Telecinco) 2000–2002
- El club de la comedia, Canal Plus
- Lady Kaña, TVE, 2004
- Un domingo cualquiera, TVE, 2004 mit Ramón García
- Nuestra mejor canción, TVE, 2004 mit Concha García Campoy
- Splunge, TVE, 2005
- 7 días al desnudo, Cuatro, 2005–2006
- Sé lo que hicisteis la última semana, laSexta, 2006–2007, mit Ángel Martín, Miki Nadal, Pilar Rubio und Pepe Macías
- Sé lo que hicisteis..., laSexta, seit 2007, mit Ángel Martín
- BuenAgente, 2011
- Gym Tony, 2014–2016
- Chiringuito de Pepe, 2016
- Velvet Colección, 2017

## Theater
- 5 mujeres.com
- Noche de cómicos
- Los 39 escalones (Bühnenbearbeitung von Die 39 Stufen von Alfred Hitchcock)

## Filmographie
- La Kedada
- Tweester Links
- Pancho, el perro millonario
- Vacaciones de verano

## Bibliographie
- Lady Kaña, 2004